# West Suffolk District
West Suffolk District  är ett distrikt (motsvarande kommun) i grevskapet Suffolk i England, Storbritannien. Distriktet har 182 228 invånare (2022). Det bildades den 1 april 2019 genom en sammanslagning av distrikten Forest Heath och St Edmundsbury. Större orter är Brandon, Bury St Edmunds, Haverhill, Mildenhall och Newmarket. Distriktet är indelat i 103 civil parishes.